# Авраменко, Владимир Николаевич
Владимир Николаевич Авраменко — советский и российский авиаконструктор, лауреат Государственной премии РФ.

## Биография
Родился 31 августа 1930 года в городе Белая Церковь в семье военнослужащего. В 1931 году семья переехала в г. Глухов Сумской области, в 1941—1943 годах в эвакуации в с. Кумторкала Дагестанской АССР.
После окончания Харьковского авиационного института (1953) работал на авиационном заводе № 126 МАП СССР (Комсомольск-на-Амуре): мастер в 3-го («крыльевого») цеха (1953—1954), заместитель начальника цеха № 3 (1954—1955), зам. секретаря заводского комитета ВЛКСМ (1955—1956), заместитель начальника цеха № 3 (1956—1959), заместитель начальника ПДО (1959—1960), начальник ОСП (1960—1962), руководитель серийно-конструкторского отдела (1962—1964), начальник производства (1964—1965), парторг завода (1965—1972), заместитель главного инженера по производству (1972—1973), директор (1973—1988). В период его руководства завод выпускал самолёты Су-17 и его модификации — Су-17М, Су−17М2, Су-17М3, Су-М4, Су-20, Су-22М. Также заводу было поручено серийное производство Су−27, а затем и Су-33.
С 1988 года работал в Москве:
- январь 1988 — февраль 1989 ведущий конструктор «ОКБ Сухого».
- 1989—1992 — главный инженер МЗ им. П. О. Сухого.
- 1992—1994 — директор АНПК «ОКБ Сухого».
- 1994—1998 — первый заместитель генерального директора — исполнительный директор АООТ «ОКБ Сухого».
- 1998—2000 — заместитель директора экспортной программы по четвёртому контракту по военно-техническому сотрудничеству с КНР.

С 2000 года — председатель Совета Старейших «ОКБ Сухого».
Скончался 2 апреля 2024 года после тяжёлой болезни в возрасте 93 лет.

## Награды и звания
- Лауреат Государственной премии РФ (1997) — за дизайн и эргономическую разработку самолётов Су-27
- Лауреат премии Правительства Российской Федерации (2000) — за разработку высокоэффективных технологических процессов
- Почётный авиастроитель
- Лауреат премии имени П. О. Сухого I степени (2003)
- Орден Ленина (1981)
- Орден Октябрьской Революции (1976)
- Орден Трудового Красного Знамени (1971)
- Орден «Знак Почёта» (1966)
- Орден «За заслуги перед Отечеством» IV степени (1999)
- Медаль «В память 850-летия Москвы»
- Юбилейная медаль «300 лет Российскому флоту»